# Osiedle (okres Prudník)
Osiedle je ves v jižním Polsku, v Opolském vojvodství, v okrese Prudník, ve gmině Prudník.

## Geografie
Ves leží v Opavské pahorkatině u úpatí Zlatohorské vrchoviny.